# 看看川
看看川（日语：／），是流經日本北海道沙流郡平取町二風谷的一條河川為沙流川之支流。

## 概要
地名由來是阿伊努語，原意為“腸，曲折”。
1858年（安政8年）、松浦武四郎到訪二風谷時，在其《左留日誌》中記載了此河川及其周圍的住民的存在。
河邊設有觀景步道。看看二遺跡位於此河流域。

## 橋梁
- 看看橋 - 國道237號